# Cyle Larin
Cyle Christopher Larin (Brampton, 17 aprile 1995) è un calciatore canadese, attaccante del Maiorca e della nazionale canadese.

## Carriera

### Club

#### Inizi: Sigma FC e Connecticut Huskies
Nel 2013, Larin si iscrisse all'Università del Connecticut. Durante il suo primo anno con gli Huskies, Larin segnò 14 gol in 23 partite, diventando il sesto miglior marcatore di gol in tutta la NCAA per quella stagione. Le sue prestazioni durante il suo primo anno da matricola gli valsero diversi riconoscimenti, tra cui il Freshman dell'Anno da TopDrawerSoccer.com e la nomina nell'All-Rookie Team della American Athletic Conference. Nel gennaio 2014, Larin fu considerato uno dei migliori giocatori disponibili per il SuperDraft MLS 2014. Tuttavia, non firmò un contratto Generation Adidas con la Major League Soccer prima del draft e fu considerato il secondo miglior giocatore universitario disponibile nel 2015, nel caso decidesse di firmare con la lega.
Nel 2014, durante la pausa estiva del college, Larin si unì nuovamente al Sigma FC, club che intanto aveva fatto il proprio ingresso nella League1 Ontario. Durante la stagione, Larin segnò quattro gol in cinque apparizioni per il Sigma. Durante la stessa stagione, il Sigma FC raggiunse la finale della League 1 Ontario Cup, perdendo poi 1-2 contro il Vaughan Azzurri. Dopo la stagione regolare della Major League Soccer del 2014 e durante il suo secondo anno a UConn, a Larin fu nuovamente previsto di essere la prima scelta nel prossimo 2015 MLS Superdraft nel caso decidesse di firmare con la lega invece che con un club europeo, sui quali circolavano voci di interesse per il giocatore. In quel periodo, l'Orlando City SC deteneva la prima scelta del draft dopo averla selezionata nell'Expansion Draft tra loro e il club neo-entrato New York City FC.

#### Orlando City
Il 15 gennaio 2015 viene scelto come prima scelta al Draft dagli Orlando City.

#### Beşiktaş, prestito allo Zulte Waregem e Club Bruges
Il 30 gennaio 2018 viene acquistato dal Beşiktaş.
Dopo un anno e mezzo in cui non ha trovato molto spazio coi turchi viene ceduto in prestito allo Zulte Waregem il 5 luglio 2019.
A fine prestito fa ritorno al Beşiktaş, in cui milita sino al termine del suo contratto nel 2022, vincendo il campionato nel 2021, a cui ha contribuito segnando 19 gol.
Il 4 luglio 2022 firma un contratto quadriennale con il Club Bruges.

#### Real Valladolid e Maiorca
Il 24 gennaio 2023 si trasferisce in prestito al Real Valladolid. Nonostante gli 8 gol da lui realizzati nei mesi rimanenti di campionato, a fine anno il club retrocede. Tuttavia viene comunque riscattato dal club biancoviola il 26 giugno 2023.
Il 3 agosto 2023 viene ceduto a titolo definitivo al Maiorca.

### Nazionale
Ha giocato nella nazionale canadese Under-20, con la quale nel 2025 ha anche partecipato al campionato nordamericano di categoria; nel 2014 ha esordito in nazionale maggiore.

## Statistiche

### Presenze e reti nei club
Statistiche aggiornate al 1 dicembre 2024.
| Stagione        | Squadra         | Campionato      | Campionato | Campionato | Coppe nazionali | Coppe nazionali | Coppe nazionali | Coppe continentali | Coppe continentali | Coppe continentali | Altre coppe | Altre coppe | Altre coppe | Totale | Totale |
| Stagione        | Squadra         | Comp            | Pres       | Reti       | Comp            | Pres            | Reti            | Comp               | Pres               | Reti               | Comp        | Pres        | Reti        | Pres   | Reti   |
| --------------- | --------------- | --------------- | ---------- | ---------- | --------------- | --------------- | --------------- | ------------------ | ------------------ | ------------------ | ----------- | ----------- | ----------- | ------ | ------ |
| 2015            | Orlando City    | MLS             | 27         | 17         | USOC            | 1               | 1               | -                  | -                  | -                  | -           | -           | -           | 28     | 18     |
| 2016            | Orlando City    | MLS             | 32         | 14         | USOC            | 1               | 0               | -                  | -                  | -                  | -           | -           | -           | 33     | 14     |
| 2017            | Orlando City    | MLS             | 28         | 12         | USOC            | 0               | 0               | -                  | -                  | -                  | -           | -           | -           | 28     | 12     |
| Totale Orlando  | Totale Orlando  | Totale Orlando  | 77         | 43         |                 | 2               | 1               |                    | -                  | -                  |             | -           | -           | 79     | 44     |
| gen.-giu. 2018  | Beşiktaş        | SL              | 4          | 4          | TK              | 0               | 0               | -                  | -                  | -                  | -           | -           | -           | 4      | 4      |
| 2018-2019       | Beşiktaş        | SL              | 12         | 1          | TK              | 0               | 0               | UEL                | 10                 | 3                  | -           | -           | -           | 22     | 4      |
| 2019-2020       | Zulte Waregem   | D1              | 29         | 7          | CB              | 4               | 2               | -                  | -                  | -                  | -           | -           | -           | 33     | 9      |
| 2020-2021       | Beşiktaş        | SL              | 38         | 19         | TK              | 5               | 3               | UCL+UEL            | 1+1                | 1+0                | -           | -           | -           | 45     | 23     |
| 2021-2022       | Beşiktaş        | SL              | 29         | 7          | TK              | 3               | 0               | UCL                | 5                  | 1                  | ST          | 1           | 0           | 38     | 8      |
| Totale Besiktas | Totale Besiktas | Totale Besiktas | 83         | 31         |                 | 8               | 3               |                    | 17                 | 5                  |             | 1           | 0           | 109    | 39     |
| 2022-gen. 2023  | Club Bruges     | D1              | 9          | 1          | CB              | 2               | 0               | UCL                | 1                  | 0                  | SB          | 1           | 0           | 13     | 1      |
| gen.-giu. 2023  | Real Valladolid | PD              | 19         | 8          | CR              | 0               | 0               | -                  | -                  | -                  | -           | -           | -           | 19     | 8      |
| 2023-2024       | Maiorca         | PD              | 35         | 3          | CR              | 7               | 4               | -                  | -                  | -                  | -           | -           | -           | 42     | 7      |
| 2024-2025       | Maiorca         | PD              | 13         | 4          | CR              | 0               | 0               | -                  | -                  | -                  | -           | -           | -           | 13     | 4      |
| Totale Maiorca  | Totale Maiorca  | Totale Maiorca  | 48         | 7          |                 | 7               | 4               |                    | -                  | -                  |             | -           | -           | 55     | 11     |
| Totale carriera | Totale carriera | Totale carriera | 265        | 97         |                 | 23              | 10              |                    | 18                 | 5                  |             | 2           | 0           | 310    | 112    |

### Cronologia presenze e reti in nazionale
| Cronologia completa delle presenze e delle reti in nazionale ― Canada | Cronologia completa delle presenze e delle reti in nazionale ― Canada | Cronologia completa delle presenze e delle reti in nazionale ― Canada | Cronologia completa delle presenze e delle reti in nazionale ― Canada | Cronologia completa delle presenze e delle reti in nazionale ― Canada | Cronologia completa delle presenze e delle reti in nazionale ― Canada | Cronologia completa delle presenze e delle reti in nazionale ― Canada | Cronologia completa delle presenze e delle reti in nazionale ― Canada |
| Data                                                                  | Città                                                                 | In casa                                                               | Risultato                                                             | Ospiti                                                                | Competizione                                                          | Reti                                                                  | Note                                                                  |
| --------------------------------------------------------------------- | --------------------------------------------------------------------- | --------------------------------------------------------------------- | --------------------------------------------------------------------- | --------------------------------------------------------------------- | --------------------------------------------------------------------- | --------------------------------------------------------------------- | --------------------------------------------------------------------- |
| 23-5-2014                                                             | Sofia                                                                 | Bulgaria                                                              | 1 – 1                                                                 | Canada                                                                | Amichevole                                                            | -                                                                     | 75’                                                                   |
| 27-5-2014                                                             | Ritzing                                                               | Moldavia                                                              | 1 – 1                                                                 | Canada                                                                | Amichevole                                                            | -                                                                     | 59’                                                                   |
| 14-10-2014                                                            | New Jersey                                                            | Canada                                                                | 0 – 1                                                                 | Colombia                                                              | Amichevole                                                            | -                                                                     | 82’                                                                   |
| 27-3-2015                                                             | Fort Lauderdale                                                       | Canada                                                                | 1 – 0                                                                 | Guatemala                                                             | Amichevole                                                            | -                                                                     | 81’                                                                   |
| 30-3-2015                                                             | Bayamón                                                               | Porto Rico                                                            | 0 – 3                                                                 | Canada                                                                | Amichevole                                                            | 1                                                                     | 65’                                                                   |
| 11-6-2015                                                             | Roseau                                                                | Dominica                                                              | 0 – 2                                                                 | Canada                                                                | Qual. Mondiali 2018                                                   | 1                                                                     | 78’                                                                   |
| 16-6-2015                                                             | Toronto                                                               | Canada                                                                | 4 – 0                                                                 | Dominica                                                              | Qual. Mondiali 2018                                                   | 1                                                                     | 63’                                                                   |
| 8-7-2015                                                              | Los Angeles                                                           | Canada                                                                | 0 – 0                                                                 | El Salvador                                                           | Gold Cup 2015 - 1º turno                                              | -                                                                     | 69’                                                                   |
| 11-7-2015                                                             | Houston                                                               | Canada                                                                | 0 – 1                                                                 | Giamaica                                                              | Gold Cup 2015 - 1º turno                                              | -                                                                     | 46’                                                                   |
| 14-7-2015                                                             | Toronto                                                               | Canada                                                                | 0 – 0                                                                 | Costa Rica                                                            | Gold Cup 2015 - 1º turno                                              | -                                                                     | 67’                                                                   |
| 4-9-2015                                                              | Toronto                                                               | Canada                                                                | 3 – 0                                                                 | Belize                                                                | Qual. Mondiali 2018                                                   | -                                                                     | 65’                                                                   |
| 8-9-2015                                                              | Belmopan                                                              | Belize                                                                | 1 – 1                                                                 | Canada                                                                | Qual. Mondiali 2018                                                   | -                                                                     |                                                                       |
| 13-11-2015                                                            | Vancouver                                                             | Canada                                                                | 1 – 0                                                                 | Honduras                                                              | Qual. Mondiali 2018                                                   | 1                                                                     | 73’                                                                   |
| 17-11-2015                                                            | San Salvador                                                          | El Salvador                                                           | 0 – 0                                                                 | Canada                                                                | Qual. Mondiali 2018                                                   | -                                                                     |                                                                       |
| 5-2-2016                                                              | Carson                                                                | Stati Uniti                                                           | 1 – 0                                                                 | Canada                                                                | Amichevole                                                            | -                                                                     | 77’                                                                   |
| 25-3-2016                                                             | Vancouver                                                             | Canada                                                                | 0 – 3                                                                 | Messico                                                               | Qual. Mondiali 2018                                                   | -                                                                     |                                                                       |
| 29-3-2016                                                             | Città del Messico                                                     | Messico                                                               | 2 – 0                                                                 | Canada                                                                | Qual. Mondiali 2018                                                   | -                                                                     |                                                                       |
| 2-9-2016                                                              | San Pedro Sula                                                        | Honduras                                                              | 2 – 1                                                                 | Canada                                                                | Qual. Mondiali 2018                                                   | -                                                                     | 69’                                                                   |
| 6-9-2016                                                              | Vancouver                                                             | Canada                                                                | 3 – 1                                                                 | El Salvador                                                           | Qual. Mondiali 2018                                                   | 1                                                                     | 63’ 74’                                                               |
| 13-6-2017                                                             | Montréal                                                              | Canada                                                                | 2 – 1                                                                 | Curaçao                                                               | Amichevole                                                            | -                                                                     | 61’                                                                   |
| 20-7-2017                                                             | Glendale                                                              | Giamaica                                                              | 2 – 1                                                                 | Canada                                                                | Gold Cup 2017 - Quarti di finale                                      | -                                                                     | 56’                                                                   |
| 2-9-2017                                                              | Toronto                                                               | Canada                                                                | 2 – 0                                                                 | Giamaica                                                              | Amichevole                                                            | -                                                                     | 46’                                                                   |
| 8-10-2017                                                             | Houston                                                               | El Salvador                                                           | 1 – 0                                                                 | Canada                                                                | Amichevole                                                            | -                                                                     | 52’                                                                   |
| 24-3-2018                                                             | Murcia                                                                | Canada                                                                | 1 – 0                                                                 | Nuova Zelanda                                                         | Amichevole                                                            | -                                                                     | 75’                                                                   |
| 9-9-2018                                                              | Bradenton                                                             | Isole Vergini Americane                                               | 0 – 8                                                                 | Canada                                                                | CONCACAF Nations League 2019-2020 - 1º turno                          | 2                                                                     | 60’                                                                   |
| 16-10-2018                                                            | Toronto                                                               | Canada                                                                | 5 – 0                                                                 | Dominica                                                              | CONCACAF Nations League 2019-2020 - 1º turno                          | 1                                                                     | 54’                                                                   |
| 18-11-2018                                                            | Basseterre                                                            | Saint Kitts e Nevis                                                   | 0 – 1                                                                 | Canada                                                                | CONCACAF Nations League 2019-2020 - 1º turno                          | -                                                                     | 74’                                                                   |
| 24-3-2019                                                             | Vancouver                                                             | Canada                                                                | 4 – 1                                                                 | Guyana francese                                                       | CONCACAF Nations League 2019-2020 - 1º turno                          | -                                                                     | 78’                                                                   |
| 19-6-2019                                                             | Denver                                                                | Messico                                                               | 3 – 1                                                                 | Canada                                                                | Gold Cup 2019 - 1º turno                                              | -                                                                     | 57’                                                                   |
| 7-9-2019                                                              | Toronto                                                               | Canada                                                                | 6 – 0                                                                 | Cuba                                                                  | CONCACAF Nations League 2019-2020 - 2º turno                          | -                                                                     | 63’                                                                   |
| 10-9-2019                                                             | George Town                                                           | Cuba                                                                  | 0 – 1                                                                 | Canada                                                                | CONCACAF Nations League 2019-2020 - 2º turno                          | -                                                                     | 61’                                                                   |
| 25-3-2021                                                             | Orlando                                                               | Canada                                                                | 5 – 1                                                                 | Bermuda                                                               | Qual. Mondiali 2022                                                   | 3                                                                     |                                                                       |
| 29-3-2021                                                             | Bradenton                                                             | Isole Cayman                                                          | 0 – 11                                                                | Canada                                                                | Qual. Mondiali 2022                                                   | 1                                                                     | 59’                                                                   |
| 6-6-2021                                                              | Bradenton                                                             | Aruba                                                                 | 0 – 7                                                                 | Canada                                                                | Qual. Mondiali 2022                                                   | 1                                                                     | 72’                                                                   |
| 8-6-2021                                                              | Bridgeview                                                            | Canada                                                                | 4 – 0                                                                 | Suriname                                                              | Qual. Mondiali 2022                                                   | -                                                                     | 65’                                                                   |
| 12-6-2021                                                             | Port-au-Prince                                                        | Haiti                                                                 | 0 – 1                                                                 | Canada                                                                | Qual. Mondiali 2022                                                   | 1                                                                     | 80’                                                                   |
| 15-6-2021                                                             | Bridgeview                                                            | Canada                                                                | 3 – 0                                                                 | Haiti                                                                 | Qual. Mondiali 2022                                                   | 1                                                                     | 75’                                                                   |
| 11-7-2021                                                             | Kansas City                                                           | Canada                                                                | 4 – 1                                                                 | Martinica                                                             | Gold Cup 2021 - 1º turno                                              | 1                                                                     | 74’                                                                   |
| 15-7-2021                                                             | Kansas City                                                           | Haiti                                                                 | 1 – 4                                                                 | Canada                                                                | Gold Cup 2021 - 1º turno                                              | 2                                                                     | 74’                                                                   |
| 18-7-2021                                                             | Kansas City                                                           | Stati Uniti                                                           | 1 – 0                                                                 | Canada                                                                | Gold Cup 2021 - 1º turno                                              | -                                                                     | 53’                                                                   |
| 2-9-2021                                                              | Toronto                                                               | Canada                                                                | 1 – 1                                                                 | Honduras                                                              | Qual. Mondiali 2022                                                   | 1                                                                     |                                                                       |
| 6-9-2021                                                              | Nashville                                                             | Stati Uniti                                                           | 1 – 1                                                                 | Canada                                                                | Qual. Mondiali 2022                                                   | 1                                                                     | 65’                                                                   |
| 12-11-2021                                                            | Edmonton                                                              | Canada                                                                | 1 – 0                                                                 | Costa Rica                                                            | Qual. Mondiali 2022                                                   | -                                                                     | 65’                                                                   |
| 16-11-2021                                                            | Edmonton                                                              | Canada                                                                | 2 – 1                                                                 | Messico                                                               | Qual. Mondiali 2022                                                   | 2                                                                     | 71’                                                                   |
| 27-1-2022                                                             | San Pedro Sula                                                        | Honduras                                                              | 0 – 2                                                                 | Canada                                                                | Qual. Mondiali 2022                                                   | -                                                                     | 60’                                                                   |
| 30-1-2022                                                             | Hamilton                                                              | Canada                                                                | 2 – 0                                                                 | Stati Uniti                                                           | Qual. Mondiali 2022                                                   | 1                                                                     | 73’                                                                   |
| 2-2-2022                                                              | San Salvador                                                          | El Salvador                                                           | 0 – 2                                                                 | Canada                                                                | Qual. Mondiali 2022                                                   | -                                                                     | 58’                                                                   |
| 24-3-2022                                                             | San José                                                              | Costa Rica                                                            | 1 – 0                                                                 | Canada                                                                | Qual. Mondiali 2022                                                   | -                                                                     | 80’                                                                   |
| 27-3-2022                                                             | Toronto                                                               | Canada                                                                | 4 – 0                                                                 | Giamaica                                                              | Qual. Mondiali 2022                                                   | 1                                                                     | 62’                                                                   |
| 30-3-2022                                                             | Panama                                                                | Panama                                                                | 1 – 0                                                                 | Canada                                                                | Qual. Mondiali 2022                                                   | -                                                                     | 60’                                                                   |
| 10-6-2022                                                             | Vancouver                                                             | Canada                                                                | 4 – 0                                                                 | Curaçao                                                               | CONCACAF Nations League 2022-2023 - 1º turno                          | -                                                                     | 65’                                                                   |
| 13-6-2022                                                             | San Pedro Sula                                                        | Honduras                                                              | 2 – 1                                                                 | Canada                                                                | CONCACAF Nations League 2022-2023 - 1º turno                          | -                                                                     | 84’                                                                   |
| 23-9-2022                                                             | Toronto                                                               | Canada                                                                | 2 – 0                                                                 | Qatar                                                                 | Amichevole                                                            | 1                                                                     | 46’                                                                   |
| 27-9-2022                                                             | Bratislava                                                            | Canada                                                                | 0 – 2                                                                 | Uruguay                                                               | Amichevole                                                            | -                                                                     | 7’ 73’                                                                |
| 17-11-2022                                                            | Dubai                                                                 | Giappone                                                              | 1 – 2                                                                 | Canada                                                                | Amichevole                                                            | -                                                                     | 71’                                                                   |
| 23-11-2022                                                            | Al Rayyan                                                             | Belgio                                                                | 1 – 0                                                                 | Canada                                                                | Mondiali 2022 - 1º turno                                              | -                                                                     | 58’                                                                   |
| 27-11-2022                                                            | Al Rayyan                                                             | Croazia                                                               | 4 – 1                                                                 | Canada                                                                | Mondiali 2022 - 1º turno                                              | -                                                                     | 46’                                                                   |
| 1-12-2022                                                             | Doha                                                                  | Canada                                                                | 1 – 2                                                                 | Marocco                                                               | Mondiali 2022 - 1º turno                                              | -                                                                     | 60’                                                                   |
| 25-3-2023                                                             | Willemstad                                                            | Curaçao                                                               | 0 – 2                                                                 | Canada                                                                | CONCACAF Nations League 2022-2023 - 1º turno                          | 1                                                                     | 64’                                                                   |
| 28-3-2023                                                             | Toronto                                                               | Canada                                                                | 4 – 1                                                                 | Honduras                                                              | CONCACAF Nations League 2022-2023 - 1º turno                          | 2                                                                     | 62’                                                                   |
| 15-6-2023                                                             | Paradise                                                              | Panama                                                                | 0 – 2                                                                 | Canada                                                                | CONCACAF Nations League 2022-2023 - Semifinale                        | -                                                                     | 75’                                                                   |
| 18-6-2023                                                             | Paradise                                                              | Canada                                                                | 0 – 2                                                                 | Stati Uniti                                                           | CONCACAF Nations League 2022-2023 - Finale                            | -                                                                     | 76’                                                                   |
| 13-10-2023                                                            | Niigata                                                               | Giappone                                                              | 4 – 1                                                                 | Canada                                                                | Amichevole                                                            | -                                                                     | 81’                                                                   |
| 18-11-2023                                                            | Kingston                                                              | Giamaica                                                              | 1 – 2                                                                 | Canada                                                                | CONCACAF Nations League 2023-2024 - Quarti di finale                  | -                                                                     | 71’                                                                   |
| 21-11-2023                                                            | Toronto                                                               | Canada                                                                | 2 – 3                                                                 | Giamaica                                                              | CONCACAF Nations League 2023-2024 - Quarti di finale                  | -                                                                     | 74’                                                                   |
| 23-3-2024                                                             | Frisco                                                                | Canada                                                                | 2 – 0                                                                 | Trinidad e Tobago                                                     | CONCACAF Nations League 2023-2024 - play-off                          | 1                                                                     | 80’                                                                   |
| 6-6-2024                                                              | Rotterdam                                                             | Paesi Bassi                                                           | 4 – 0                                                                 | Canada                                                                | Amichevole                                                            | -                                                                     | 71’                                                                   |
| 9-6-2024                                                              | Bordeaux                                                              | Francia                                                               | 0 – 0                                                                 | Canada                                                                | Amichevole                                                            | -                                                                     | 71’                                                                   |
| 20-6-2024                                                             | Atlanta                                                               | Argentina                                                             | 2 – 0                                                                 | Canada                                                                | Coppa America 2024 - 1º turno                                         | -                                                                     | 80’                                                                   |
| 25-6-2024                                                             | Kansas City                                                           | Perù                                                                  | 0 – 1                                                                 | Canada                                                                | Coppa America 2024 - 1º turno                                         | -                                                                     | 82’                                                                   |
| 29-6-2024                                                             | Orlando                                                               | Canada                                                                | 0 – 0                                                                 | Cile                                                                  | Coppa America 2024 - 1º turno                                         | -                                                                     | 76’                                                                   |
| 5-7-2024                                                              | Arlington                                                             | Venezuela                                                             | 1 – 1 (3 - 4 dtr)                                                     | Canada                                                                | Coppa America 2024 - Quarti di finale                                 | -                                                                     | 72’                                                                   |
| 9-7-2024                                                              | East Rutherford                                                       | Argentina                                                             | 2 – 0                                                                 | Canada                                                                | Coppa America 2024 - Semifinale                                       | -                                                                     |                                                                       |
| 7-9-2024                                                              | Kansas City                                                           | Stati Uniti                                                           | 1 – 2                                                                 | Canada                                                                | Amichevole                                                            | -                                                                     | 63’ 67’                                                               |
| 10-9-2024                                                             | Arlington                                                             | Messico                                                               | 0 – 0                                                                 | Canada                                                                | Amichevole                                                            | -                                                                     | 77’                                                                   |
| 15-10-2024                                                            | Toronto                                                               | Canada                                                                | 2 – 0                                                                 | Panama                                                                | Amichevole                                                            | 1                                                                     | 79’                                                                   |
| 15-11-2024                                                            | Paramaribo                                                            | Suriname                                                              | 0 – 1                                                                 | Canada                                                                | CONCACAF Nations League 2024-2025 - Quarti di finale                  | -                                                                     | 61’                                                                   |
| 19-11-2024                                                            | Toronto                                                               | Canada                                                                | 3 – 0                                                                 | Suriname                                                              | CONCACAF Nations League 2024-2025 - Quarti di finale                  | -                                                                     | 81’                                                                   |
| 20-3-2025                                                             | Inglewood                                                             | Canada                                                                | 0 – 2                                                                 | Messico                                                               | CONCACAF Nations League 2024-2025 - Semifinale                        | -                                                                     | 79’                                                                   |
| 23-3-2025                                                             | Inglewood                                                             | Canada                                                                | 2 – 1                                                                 | Stati Uniti                                                           | CONCACAF Nations League 2024-2025 - Finale 3º posto                   | -                                                                     | 66’                                                                   |
| 7-6-2025                                                              | Toronto                                                               | Canada                                                                | 4 – 2                                                                 | Ucraina                                                               | Amichevole                                                            | -                                                                     | 79’                                                                   |
| 10-6-2025                                                             | Toronto                                                               | Canada                                                                | 0 – 0 (4 – 5 dtr)                                                     | Costa d'Avorio                                                        | Amichevole                                                            | -                                                                     | cap. 62’                                                              |
| 17-6-2025                                                             | Vancouver                                                             | Canada                                                                | 6 – 0                                                                 | Honduras                                                              | Gold Cup 2025 - 1º turno                                              | -                                                                     | 63’                                                                   |
| 21-6-2025                                                             | Houston                                                               | Curaçao                                                               | 1 – 1                                                                 | Canada                                                                | Gold Cup 2025 - 1° turno                                              | -                                                                     | 89’                                                                   |
| 24-6-2025                                                             | Houston                                                               | Canada                                                                | 2 – 0                                                                 | El Salvador                                                           | Gold Cup 2025 - 1º turno                                              | -                                                                     | 62’                                                                   |
| 29-6-2025                                                             | Minneapolis                                                           | Canada                                                                | 1 – 1 (5 – 6 dtr)                                                     | Guatemala                                                             | Gold Cup 2025 - Quarti di finale                                      | -                                                                     | 71’                                                                   |
| Totale                                                                |                                                                       | Presenze (4º posto)                                                   | 86                                                                    |                                                                       | Reti (2º posto)                                                       | 30                                                                    |                                                                       |

## Palmarès

### Club

#### Competizioni nazionali
- Campionato turco: 1

Beşiktaş: 2020-2021
- Coppa di Turchia: 1

Beşiktaş: 2020-2021
- Supercoppa di Turchia: 1

Beşiktaş: 2021
- Supercoppa del Belgio: 1

Club Bruges: 2022

### Individuale
- Premi Major League Soccer: 1

Miglior giovane: 2015